# Прибіслав (жупан Рашки)
Прибіслав або Первослав (*Прибислав, 867 — після 892) — жупан (князь) Рашки (Сербії) в 891—892 роках.

## Життєпис
Походив з династії Властимировичів. Син Мутімира, жупана Рашки. Дитинство Прибіслава припало на протистояння його батька зі своїми братами (стрийками Прибіслава) — Гойніком та Стоймиром.
Після смерті батька приблизно 891 року успадкував князівство Рашка. Був одним з першим сербських володарів, хто прийняв християнство (ймовірно, звідси походить інше ім'я Первослав). Панування тривало недовго. Він намагався укласти союз із Болгарським царством, але 892 року його було повалено двоюрідним братом Петром Гойніковічем, якого підтримувала Візантійська імперія.
Прибіслав разом із братами Браном і Стефаном втік до Хорватії. Про його подальшу долю відсутні відомості.